# Budai belső körút
Budai belsõ körút (česky Budínský vnitřní okruh) je třída v Budapešti.
Budai belsõ körút prochází bývalou čtvrtí Tabán a Krisztinaváros a obchází Hradní vrch v Budíně. Na severu je propojen s Peští mostem Margit híd a na jihu mostem Erzsébet híd.
Okruh je (od jihu) tvořen třídami Krisztina körút souběžně s ulicí Atilla utca, prochází okolo nádraží Déli pályaudvar, pokračuje na náměstí Széll Kálmán tér a dále pokračuje přes náměstí Széna tér třídou Margit körút.
V celé délce okruhu je provozována tramvajová trať, po které jezdí různé tramvajové linky. Na nádraží Déli pályaudvar a náměstí Széll Kálmán tér je okruh červenou linkou M2 napojen na systém metra.